# Serrat de les Estelles
La Serrat de les Estelles és una serra situada al municipi de Cercs a la comarca del Berguedà, amb una elevació màxima de 1.952 metres.